# John Barnes (auteur)
 (septembre 2016).
Pour les articles homonymes, voir John Barnes et Barnes.
Œuvres principales
- La Mère des tempêtes

John Allen Barnes, né le 28 février 1957 à Angola dans l'Indiana, est un auteur américain de science-fiction dont les romans explorent souvent la question de la responsabilité morale individuelle. Une critique du monde social américain est ainsi souvent incluse dans son œuvre.

## Biographie
John Barnes est titulaire d'un doctorat en art dramatique, matière qu'il a enseignée plusieurs années dans le Colorado, où il vit toujours.

## Récompenses
- 1992 : nommé au prix Nebula du meilleur roman pour Orbital Resonance
- 1993 : nommé au prix Nebula du meilleur roman pour Passerelles pour l'infini (A Million Open Doors)
- 1995 : nommé au prix Hugo du meilleur roman pour La Mère des tempêtes (Mother of Storms)
- 1996 : nommé au prix Nebula du meilleur roman pour La Mère des tempêtes (Mother of Storms)
- 2010 : nommé au Prix Michael L. Printz pour Tales of the Madman Underground: An Historical Romance, 1973

## Œuvres

### SérieCentury Next Door
- (en) Orbital Resonance, 1991
- (en) Kaleidoscope Century, 1995
- (en) Candle, 2000
- (en) The Sky So Big and Black, 2002

### SérieThousand Cultures
Les quatre romans de cette série s'interrogent sur les effets de la mondialisation à une échelle interstellaire sur des civilisations isolées.
- Passerelles pour l'infini, Payot, 1999 ((en) A Million Open Doors, 1992), trad. Michel Demuth, 324 p.  (ISBN 2-228-89242-4)
- (en) Earth Made of Glass, 1998
- (en) The Merchants of Souls, 2001
- (en) The Armies of Memory, 2006

### SérieTime Raider
- (en) Wartide, 1992
- (en) Battle Cry, 1992
- (en) Union Fires, 1992

### SérieTimeline Wars
- (en) Patton's Spaceship, 1997
- (en) Washington's Dirigible, 1997
- (en) Caesar's Bicycle, 1997
- (en) Timeline Wars, 1997
- (en) Upon Their Backs, to Bite 'Em, 2000Ce crossover fait partie de Drakas! (en), une anthologie de nouvelles sélectionnées par S. M. Stirling.

### SérieJak Jinnaka
- (en) Duke of Uranium, 2002
- (en) A Princess of the Aerie, 2003
- (en) In the Hall of the Martian King, 2003

### SérieDaybreak
- (en) Directive 51, 2010
- (en) Daybreak Zero, 2011
- (en) The Last President, 2014

### Autres publications
- (en) The Man Who Pulled Down the Sky, 1987
- (en) Sin of Origin, 1988
- La Mère des tempêtes, Robert Laffont, 1998 ((en) Mother of Storms, 1994), trad. Jean-Daniel Brèque, 528 p.  (ISBN 2-221-08238-9)
- (en) Encounter With Tiber, 1996Écrit avec Buzz Aldrin.
- Le Vin des dieux, Rivages, 1999 ((en) One For the Morning Glory, 1996), trad. Monique Lebailly, 324 p.  (ISBN 2-7436-0465-4)
- (en) Apocalypses and Apostrophes, 1998
- (en) Finity, 1999
- (en) The Return, 2001Écrit avec Buzz Aldrin.
- (en) Gaudeamus, 2004
- (en) Payback City, auto publié (e-book)
- (en) Tales of the Madman Underground: An Historical Romance, 1973, 2009
- (en) Losers in Space, 2012
- (en) Raise the Gipper!, 2012

### Nouvelles
- Bête et glacée, OPTA, coll. « Fiction » no 380, 1986 ((en) How Cold She Is, and Dumb, The Magazine of Fantasy & Science Fiction, 1986), trad. Yannick Mathé, 40 p.
- Le Strict nécessaire, Galaxies no 7, 1997 ((en) Restricted to the Necessary, 1997), trad. Jean-Daniel Brèque, 12 p.
- (en) The Birds and the Bees and the Gasoline Trees, 2010Publiée dans Engineering Infinity (en), anthologie de science-fiction publiée en 2012 par Jonathan Strahan (en).